# Digital Emotion
Digital Emotion – holenderski zespół muzyczny założony w 1983 roku wykonujący muzykę synth popową i italo disco, będący wspólną wizją piosenkarza Steve De Goede'a oraz choreografa Glenna van Der Hoffa. Największe przeboje projektu to „Go Go Yellow Screen”, „Get Up, Action” i „Don’t Stop”.

## Historia
Nagrania zespołu produkują holenderscy producenci Adams & Fleisner. W skład Digital Emotion w latach 80. XX wieku wchodzili: Jean Francois-Colombo, Cickie De Beer i Myrna Balrak. W 1984 roku Francois-Colombo i De Beer poddali się wybieleniu skóry. Utwory zespołu są na licencji Cat „Crew” Music. Digital Emotion nagrywa swoje utwory w Holandii.
Pierwszym singlem Digital Emotion było wydane w 1983 roku „Don’t Stop”, które w całości stworzono na elektrycznym basowym brzmieniu. W utworze bez przerwy powtarzały się słowa „Don't Stop” nagrane komputerowym vocoderem. Kolejnym singlem był „Get Up, Action”. Oba nagrania zrealizowano w wersjach krótkich (umieszczonych na winylowych 7") i długich (umieszczonych na winylowych 12"). Trzecim singlem był „Go Go Yellow Screen”. Na jego stronie B singla znalazło się nagranie „Humanity”, na wydaniu maxi 12" było ono zmiksowane z jinglami Master Geniusa. 
W kolejnym, 1984 roku ukazał się singel „Steppin’ Out” stworzony z Peterem Slaghuisem. W tym samym roku na rynku ukazał się debiutancki album zespołu pt. Digital Emotion. Na LP ukazały się zarówno zmiksowane na nowo utwory wydane wcześniej na singlach: „Get Up, Action”, „Don't Stop” oraz „Go Go Yellow Screen”, wersja długa nagrania „Humanity” jak i dwa całkowicie nowe piosenki: „Electric Love” i „The Beauty & The Beast”. Ciekawostką jest to, że dwa utwory „Get Up, Action” oraz „The Beauty & The Beast” pojawiły się w słynnej radzieckiej bajce Wilk i Zając w odcinku 14 pt.: „W domu techniki / Elektroniczny zając”.
Rok 1985 dla zespołu to rok wydania drugiego albumu projektu zatytułowanego Outside In The Dark, na którym znalazło się sześć utworów. Promowały go dwa single: wydane wcześniej „Steppin' Out” oraz „Time (Back In Time)”.
W 1986 roku ukazał się singel „Jungle Beat”. Na stronie B ukazała się instrumentalna wersja zatytułowana „Jungle Drums”. W 1987 roku ukazał się singel „Dance To The Music” i jego instrumentalna wersja: „Tonight Is The Night”. 
W 1988 roku ukazał się zremiksowany singel „Get Up, Action”, nowa wersja była zaś dodatkowo rapowana. W tym samym okresie na rynku nakładem wytwórni Replay Records pojawił się na winylowej 12" singel Super Mega Mix, zawierający na stronie A tytułową wiązankę wydanych wcześniej singli grupy. Na stronie B znalazł się natomiast nowy remix nagrania „Humanity”.
Rok 1989 przyniósł dla grupy pewne zmiany w zakresie wytwórni powiązanej z projektem: nowy singel „I Need Your Love Tonight” ukazał się na rynku nakładem labelu IMC.
W 1991 roku wydano singel z klubowymi remiksami nagrania „Don’t Stop”. Po jego wydaniu projekt zaprzestał swoją działalność.
Zespół powrócił na rynek w roku 2016, wydając nakładem wytwórni Energy Level singel „Full Control” / „Attention”, nawiązujący swoim stylem do brzmienia grupy z lat 80. Trzy lata później, w roku 2019, ukazał się kolejny singel – „You’ll Be Mine” / „Run Away”, a dwa lata później, w roku 2021, kolejny – „Moving To The Top” / „Supernova”.

## Dyskografia

### Albumy[5]
- 1984 – Digital Emotion
- 1985 – Outside In The Dark

### Single[5]
- 1983 – „Don’t Stop”
- 1983 – „Get Up, Action”
- 1983 – „Go Go Yellow Screen”
- 1984 – „Steppin’ Out”
- 1985 – „Time (Back In Time)”
- 1986 – „Jungle Beat”
- 1987 – „Dance To The Music”
- 1988 – Super Mega Mix
- 1988 – „Get Up (Re-Remix)”
- 1989 – „I Need Your Love Tonight”
- 1991 – „Don’t Stop (The Rave)” (1991 Club & Anvers Mix)
- 1995 – „Don’t Stop” / „Get Up, Action” (część serii Golden Dance Classics, ZYX Music)
- 2016 – „Full Control” / „Attention”
- 2019 – „You’ll Be Mine” / „Run Away”
- 2021 – „Moving To The Top” / „Supernova”

### Kompilacje
- 1997 – The Best
- 2001 – Best Of
- 2002 – Digital Emotion & Outside In The Dark
- 2007 – Greatest Hits
- 2019 – The Singles Collection
- 2021 – Greatest Hits & Remixes